# Ruan
Ruan (en francés: Rouen pronunciado /ʁuɑ̃/) es una ciudad y comuna del noroeste de Francia, capital de la región de Normandía y del departamento de Sena Marítimo. Destaca por sus casas con paredes de entramado, sus callejuelas y sus iglesias góticas. Es conocida como la «Ciudad de los Cien Campanarios» y por haber sido escenario en 1431 del martirio de Juana de Arco, condenada y quemada en la hoguera, en la plaza del Vieux Marché.

## Geografía
Es atravesada por el Sena y tres de sus pequeños afluentes, el Aubette, el Robec y el Cailly. El Sena ocupa 179 ha de la comuna, que posee 306 ha de zonas verdes, 210 km de vías, de los que 16 km se reservan a las bicicletas y 8 km son peatonales. Los habitantes se llaman ruaneses, ruanesas en español y Rouennais, Rouennaises en francés.

### Clima
| Parámetros climáticos promedio de Ruaen (Aeropuerto de Ruan), normales 1991–2020, extremos 1968–presente | Parámetros climáticos promedio de Ruaen (Aeropuerto de Ruan), normales 1991–2020, extremos 1968–presente | Parámetros climáticos promedio de Ruaen (Aeropuerto de Ruan), normales 1991–2020, extremos 1968–presente | Parámetros climáticos promedio de Ruaen (Aeropuerto de Ruan), normales 1991–2020, extremos 1968–presente | Parámetros climáticos promedio de Ruaen (Aeropuerto de Ruan), normales 1991–2020, extremos 1968–presente | Parámetros climáticos promedio de Ruaen (Aeropuerto de Ruan), normales 1991–2020, extremos 1968–presente | Parámetros climáticos promedio de Ruaen (Aeropuerto de Ruan), normales 1991–2020, extremos 1968–presente | Parámetros climáticos promedio de Ruaen (Aeropuerto de Ruan), normales 1991–2020, extremos 1968–presente | Parámetros climáticos promedio de Ruaen (Aeropuerto de Ruan), normales 1991–2020, extremos 1968–presente | Parámetros climáticos promedio de Ruaen (Aeropuerto de Ruan), normales 1991–2020, extremos 1968–presente | Parámetros climáticos promedio de Ruaen (Aeropuerto de Ruan), normales 1991–2020, extremos 1968–presente | Parámetros climáticos promedio de Ruaen (Aeropuerto de Ruan), normales 1991–2020, extremos 1968–presente | Parámetros climáticos promedio de Ruaen (Aeropuerto de Ruan), normales 1991–2020, extremos 1968–presente | Parámetros climáticos promedio de Ruaen (Aeropuerto de Ruan), normales 1991–2020, extremos 1968–presente |
| Mes | Ene. | Feb. | Mar. | Abr. | May. | Jun. | Jul. | Ago. | Sep. | Oct. | Nov. | Dic. | Anual |
| --- | --- | --- | --- | --- | --- | --- | --- | --- | --- | --- | --- | --- | --- |
| Temp. máx. abs. (°C)                                                                                     | 15.7 | 19.7 | 24.4 | 27.4 | 30.0 | 36.0 | 41.3 | 38.4 | 33.0 | 28.0 | 20.3 | 15.6 | 41.3 |
| Temp. máx. media (°C)                                                                                    | 6.9 | 7.9 | 11.4 | 14.8 | 17.9 | 21.1 | 23.4 | 23.4 | 20.1 | 15.4 | 10.4 | 7.3 | 15 |
| Temp. media (°C)                                                                                         | 4.3 | 4.8 | 7.5 | 10.0 | 13.1 | 16.1 | 18.2 | 18.2 | 15.3 | 11.7 | 7.5 | 4.7 | 11 |
| Temp. mín. media (°C)                                                                                    | 1.6 | 1.6 | 3.5 | 5.2 | 8.3 | 11.1 | 13.0 | 13.1 | 10.6 | 8.0 | 4.6 | 2.1 | 6.9 |
| Temp. mín. abs. (°C)                                                                                     | -17.1 | -13.4 | -10.4 | -4.8 | -2.2 | 1.1 | 5.9 | 5.0 | 2.1 | -3.2 | -8.3 | -11.3 | -17.1 |
| Precipitación total (mm)                                                                                 | 75.6 | 65.0 | 61.6 | 55.9 | 67.2 | 64.3 | 64.4 | 69.8 | 62.1 | 79.4 | 80.4 | 101.8 | 847.5 |
| Días de precipitaciones (≥ 1.0 mm)                                                                       | 13.8 | 11.5 | 10.9 | 10.0 | 10.7 | 9.4 | 9.0 | 9.6 | 9.3 | 12.7 | 13.1 | 14.1 | 134.1 |
| Horas de sol                                                                                             | 52 | 77 | 119 | 165 | 182 | 197 | 200 | 190 | 159 | 108 | 58 | 49 | 1556 |
| Humedad relativa (%)                                                                                     | 90 | 86 | 83 | 78 | 79 | 80 | 79 | 80 | 84 | 89 | 90 | 91 | 84.1 |
| Fuente n.º 1: Meteo France                                                                               | | | | | | | | | | | | | |
| Fuente n.º 2: Infoclimat.fr (humedad 1961–1990)                                                          | | | | | | | | | | | | | |

## Historia

### Antigüedad
Los más antiguos testimonios de Ruan son los Ratomagos (según Claudio Ptolomeo), Ratomagos (según el Itinerario de Antonino), Rotomagus (según Amiano Marcelino, y Notitia Dignitatum). Este nombre proviene de las palabras celtas roto/rato (de significado incierto), y magus (mercado o llanura (que proviene de mag: ‘llanura’ en irlandés antiguo). La ciudad fue fundada sobre la orilla derecha del río Sena, durante el reinado del emperador Augusto. Era la segunda ciudad más grande de Galia después de Lugdunum (Lyon).
La ciudad galo-romana alcanzó su punto más alto de desarrollo en el siglo III d. C. Poseía un anfiteatro y grandes termas romanas. Desde la mitad del siglo III empezaron las invasiones germánicas.
También durante este período fue construida la primera catedral de Ruan, y nombrado su primer obispo, san Victricio.

### Edad Media

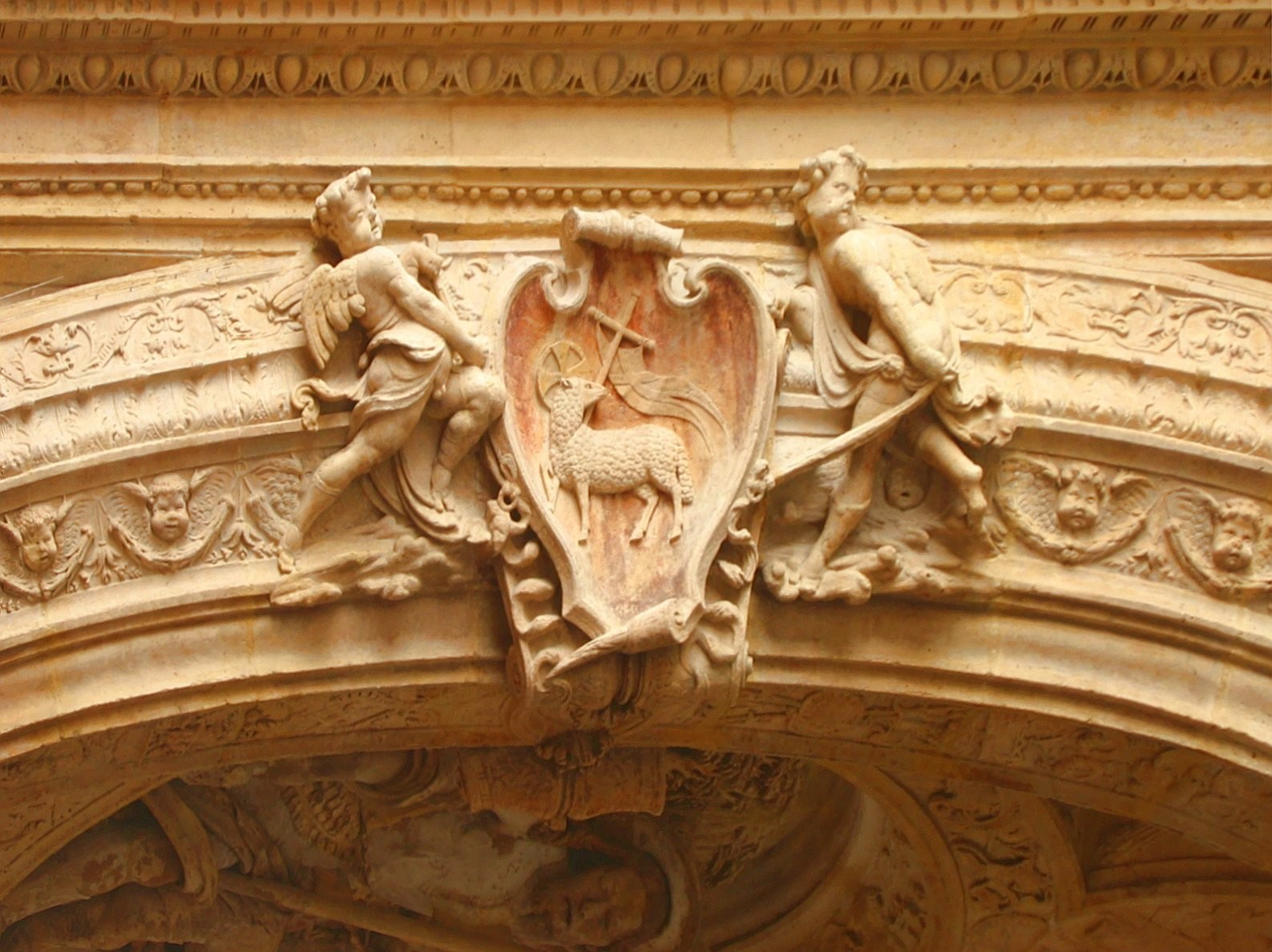
Escudo de Ruan: un cordero llevando una cruz, detalle del Gros Horloge

En el 911 la villa se convirtió en capital del ducado de Normandía, después de que ―a consecuencia del Tratado de Saint-Clair-sur-Epte―, el rey Carlos III de Francia se la cediera al jefe vikingo Rollon.
El 19 de enero de 1419 ―durante la guerra de los Cien Años― el rey Enrique V de Inglaterra, tomó la ciudad y volvió a incorporar Normandía a sus dominios. En este contexto histórico, fue juzgada y quemada Juana de Arco el 30 de mayo de 1431, figura desde entonces central en la memoria de la ciudad.
La prosperidad de Ruan se basa en el comercio sobre el Sena. Los mercaderes ruaneses monopolizan la navegación por el Sena con el aval de París desde tiempos de Enrique II. Exportan a Inglaterra vinos y trigo e importan lana y estaño.
Los problemas relacionados con los impuestos se multiplicaron en Ruan: en 1281 el alcalde de la ciudad fue asesinado y las casas de los nobles sufrieron pillajes. Ante esta inseguridad, Philippe IV Le Bel suprimió la comuna y retiró a los mercaderes el monopolio del comercio en el Sena; pero en 1294 los ruaneses recuperaron sus libertades.

### Renacimiento
Una vez terminada la guerra de los Cien Años la capital normanda retomó las grandes obras, terminándose las iglesias de estilo gótico flamígero.
Pero Ruan fue también una de las cunas normandas del arte durante el Renacimiento, en particular gracias al mecenazgo ejercido por sus obispos (en especial Georges d'Amboise) y sus hombres de negocios. Artistas y arquitectos como Roulland le Roux remodelaban o construían mansiones y palacios con un estilo influenciado por sus homólogos italianos, como en el caso de la Oficina de Finanzas, situada en frente de la fachada principal de la catedral.
Las puertas de la iglesia de Saint-Maclou son obra del célebre escultor Jean Goujon.

### Guerras de religión
Desde 1560, las tensiones entre las comunidades protestantes y católicas se fueron exacerbando: los hugonotes provocaron a los católicos y destrozaron las imágenes de sus santos. El 15 de abril de 1562 los protestantes entraron por la fuerza en el ayuntamiento y expulsaron al bailio. En mayo, los iconoclastas ganaron la batalla, y el día 10 los parlamentarios católicos abandonaron la ciudad. A finales de mes, la ciudad fue asediada por tropas católicas. Ambos bandos utilizaban el terror. Es entonces cuando las autoridades ruanesas solicitan la ayuda de la reina de Inglaterra. En virtud del Tratado de Hampton Court, los ingleses envían tropas para apoyar a los protestantes y en contrapartida ocupan El Havre. El 26 de octubre de 1562, las tropas reales recuperan la capital normanda.

### Edad Contemporánea

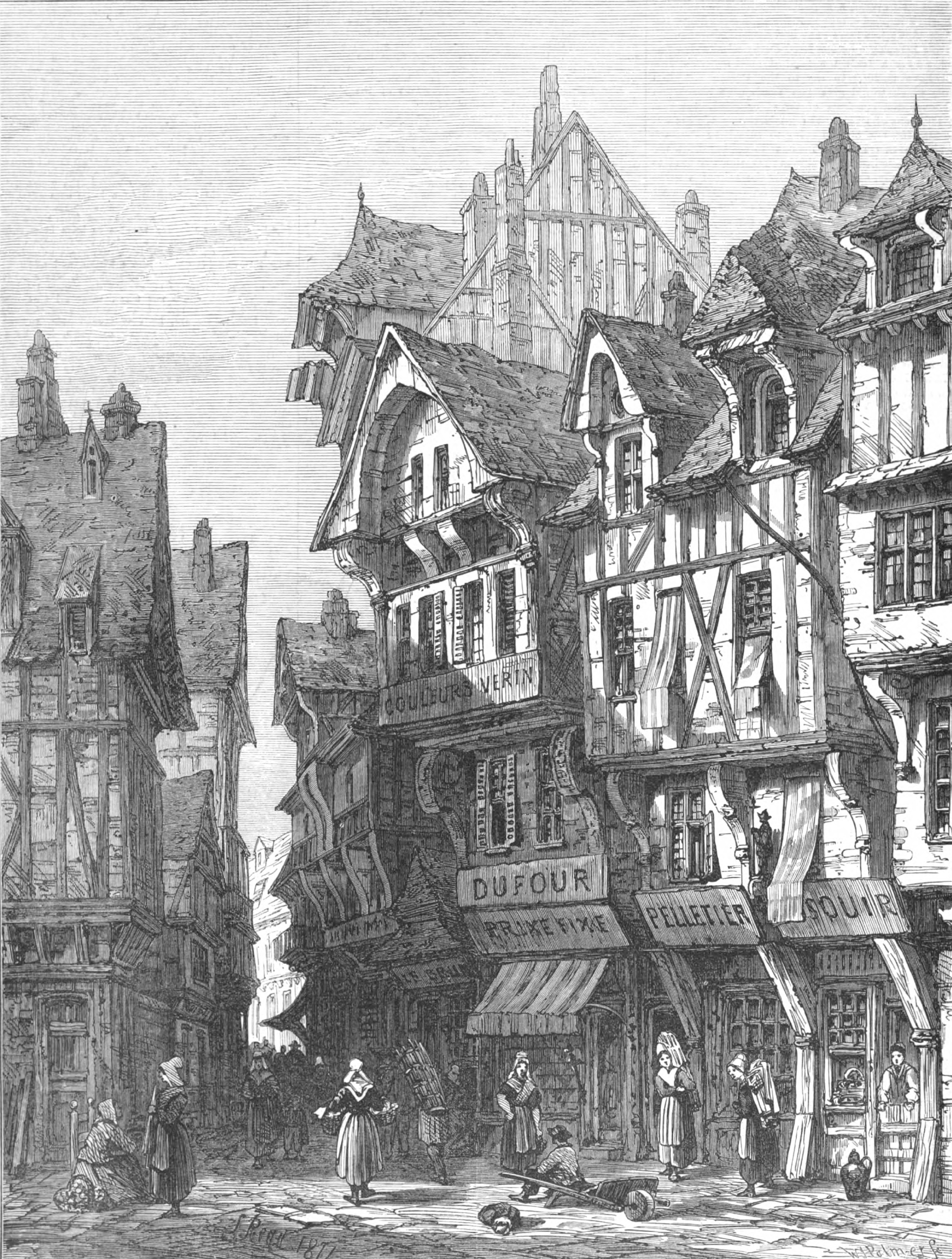
Una calle de Ruan, por Samuel Read (The Illustrated London News, 1872).

Durante la guerra franco-prusiana, Ruan fue ocupada por el ejército de Prusia del 6 de diciembre de 1870 al 22 de julio de 1871.  En la Segunda Guerra Mundial fue ocupada por la Alemania nazi del 9 de junio de 1940 al 15 de agosto de 1944. Durante este último conflicto, la ciudad sufre violentos bombardeos centrados principalmente en los puentes sobre el Sena y la estación de Sotteville-lès-Rouen.

## Administración

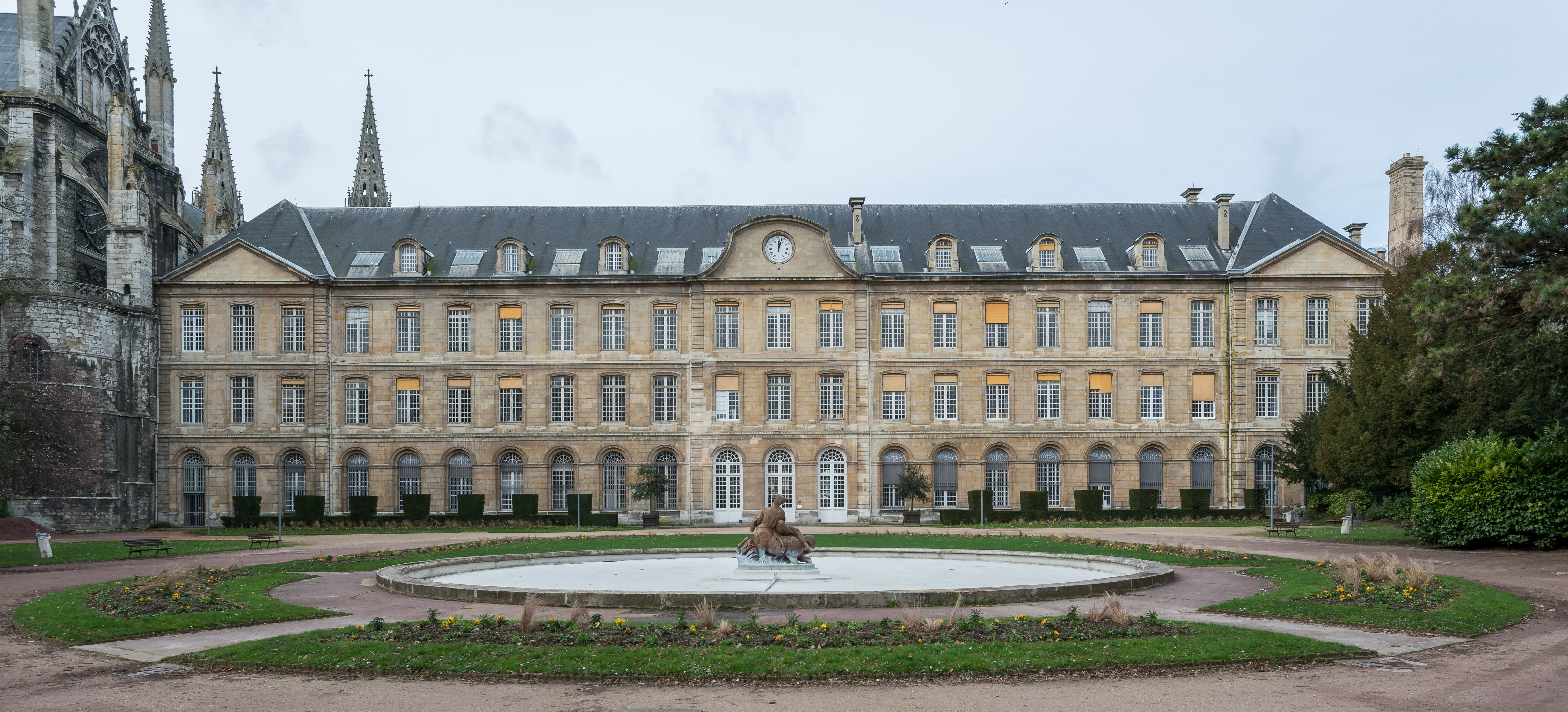
Ayuntamiento de Ruan.

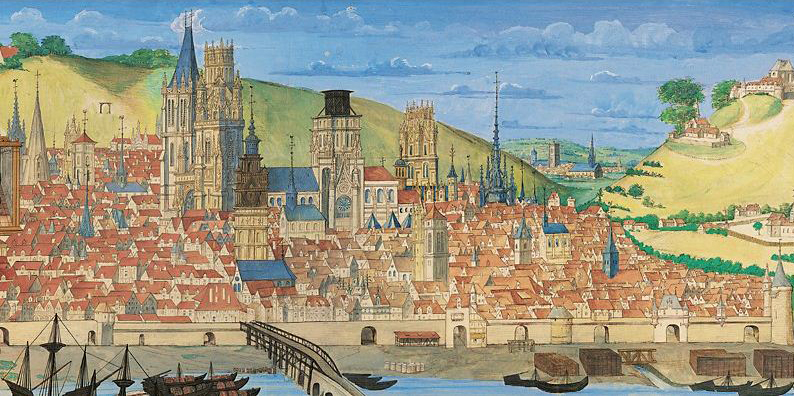
ciudad en 1526

Alcaldes de Ruan
- 1943-1944: René Stackler
- 1944-1945: Guillaume Montier
- 1945-1958: Jacques Chastellain
- 1958-1968: Bernard Tissot
- 1968-1993: Jean Lecanuet
- 1993-1997: François Gautier
- 1997-2001: Yvon Robert
- 2001-2008: Pierre Albertini
- 2008-2012: Valérie Fourneyron
- 2012-2020: Yvon Robert
- 2020- : Nicolas Mayer-Rossignol

## Demografía
Existen 62 000 alojamientos, de los cuales 54 000 son primera vivienda. Alrededor de 1/5 del total son viviendas sociales (12 800).
Entre 1990 y 1999, el aumento natural de la población fue superior a la media de Francia, con tasas anuales del 15,31 ‰ para la natalidad y del 8,96 ‰ para la mortalidad.
| 84 323 | 80 755 | 86 672 | 86 736 | 88 086 | 92 083 | 99 295 | 100 265 | 103 223 | 102 649 | 100 671 | 102 470 | 104 902 | 105 906 | 107 163 | 112 352 | 113 219 | 116 316 | 118 459 | 124 987 | 123 712 | 122 898 | 122 957 | 122 832 | 107 739 | 116 540 | 120 857 | 120 471 | 114 834 | 101 945 | 102 723 | 106 592 | 109 600 | 108 569 |
| Para los censos de 1962 a 1999 la población legal corresponde a la población sin duplicidades (Fuente: INSEE [Consultar]) |        |        |        |        |        |        |         |         |         |         |         |         |         |         |         |         |         |         |         |         |         |         |         |         |         |         |         |         |         |         |         |         |         |

## Monumentos y lugares turísticos
El escritor Víctor Hugo la bautizó con el sobrenombre de «la Ciudad de los Cien Campanarios» y Stendhal «la Atenas del Gótico». Muchos de sus edificios resultaron dañados como consecuencia de los bombardeos que sufrió la ciudad durante la Segunda Guerra Mundial, pero afortunadamente siguen en pie algunos edificios destacables, ya sean religiosos o no.

### Monumentos

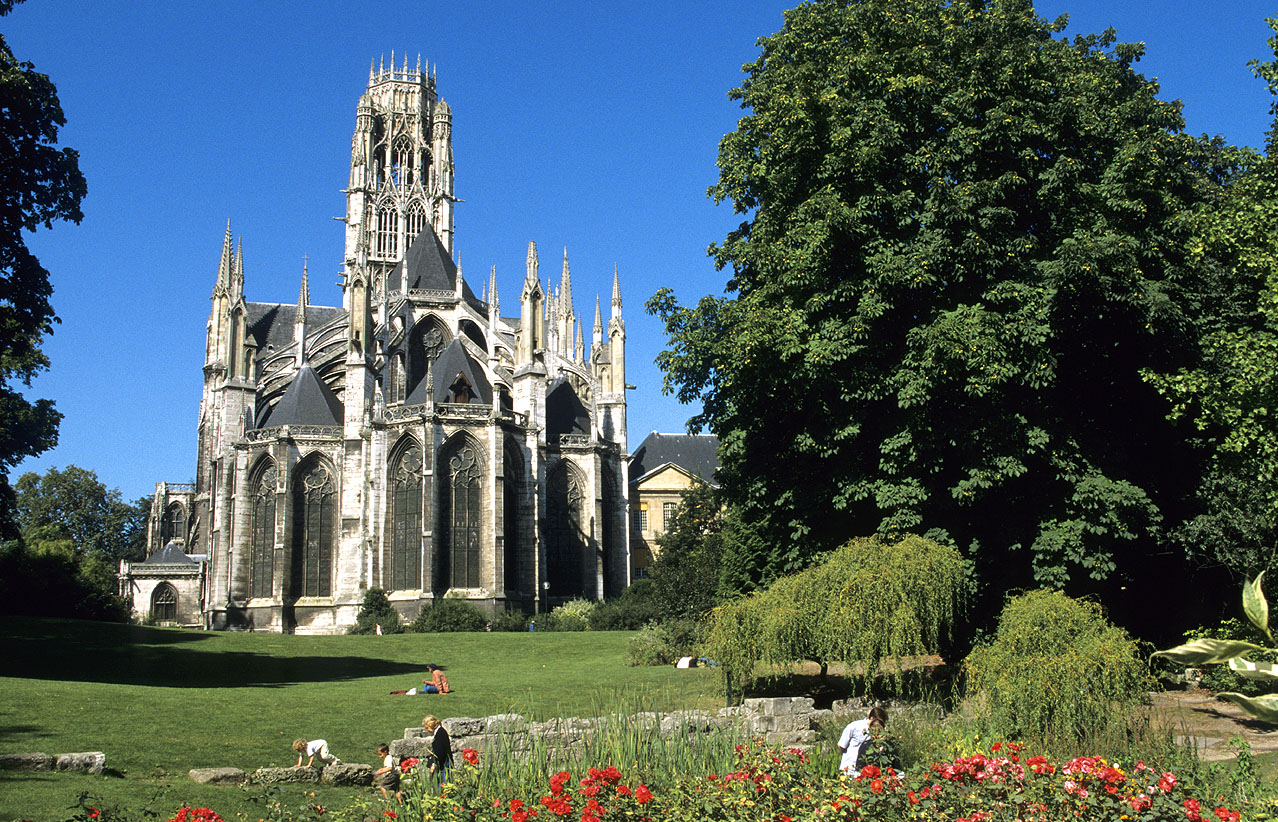
Abadía de Saint-Ouen

- La abadía de Saint-Ouen es particularmente impresionante con sus 130 m de altura. Es de estilo gótico flamígero. Por su tamaño y porte, muchos visitantes la confunden con la catedral. En el crucero se eleva una famosa torre característica del gótico normando, conocida con el sobrenombre de Corona de Normandía. Su gran órgano Cavaillé-Coll figura entre los más valorados de toda Francia.

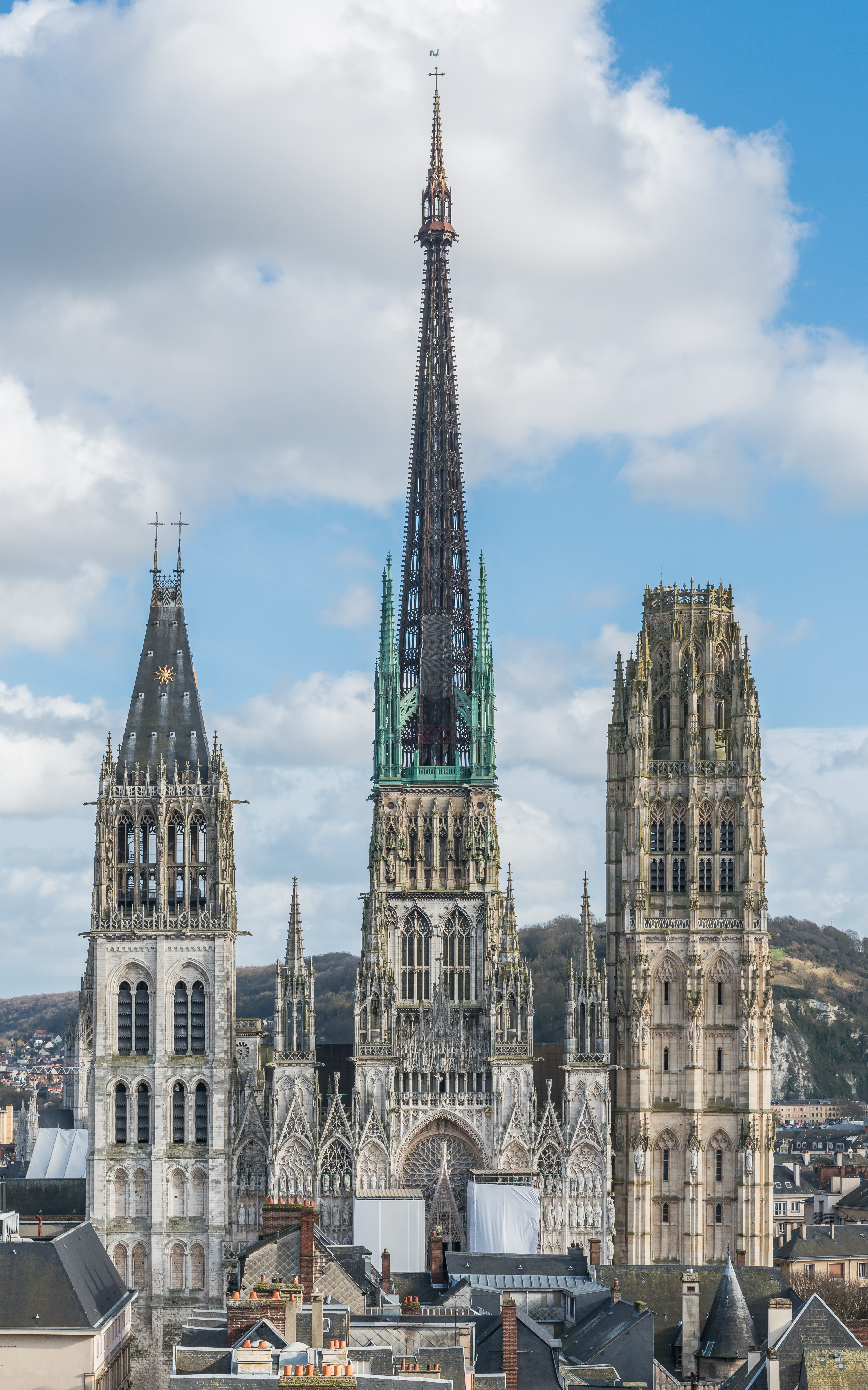
Catedral de Ruan.

- La catedral de Notre-Dame de Ruan, de arquitectura gótica, sin duda una de las más imponentes de Francia, fuente de inspiración del pintor Claude Monet. En el crucero del transepto tiene una «torre linterna» coronada por una flecha de hierro fundido cuyo extremo alcanza los 151 m de altura (es la más alta de Francia), supera a la gran flecha en piedra de la torre de la Catedral de Notre-Dame de Estrasburgo que alcanza los 142,70. La fachada occidental está encuadrada entre dos torres, la de Saint-Romain y la Tour de Beurre (Torre de Mantequilla), edificada con el dinero que se obtenía de conceder el permiso de poder comer mantequilla durante la cuaresma. Es una obra maestra del gótico flamígero. La catedral posee dos órganos prestigiosos y gran tradición musical.

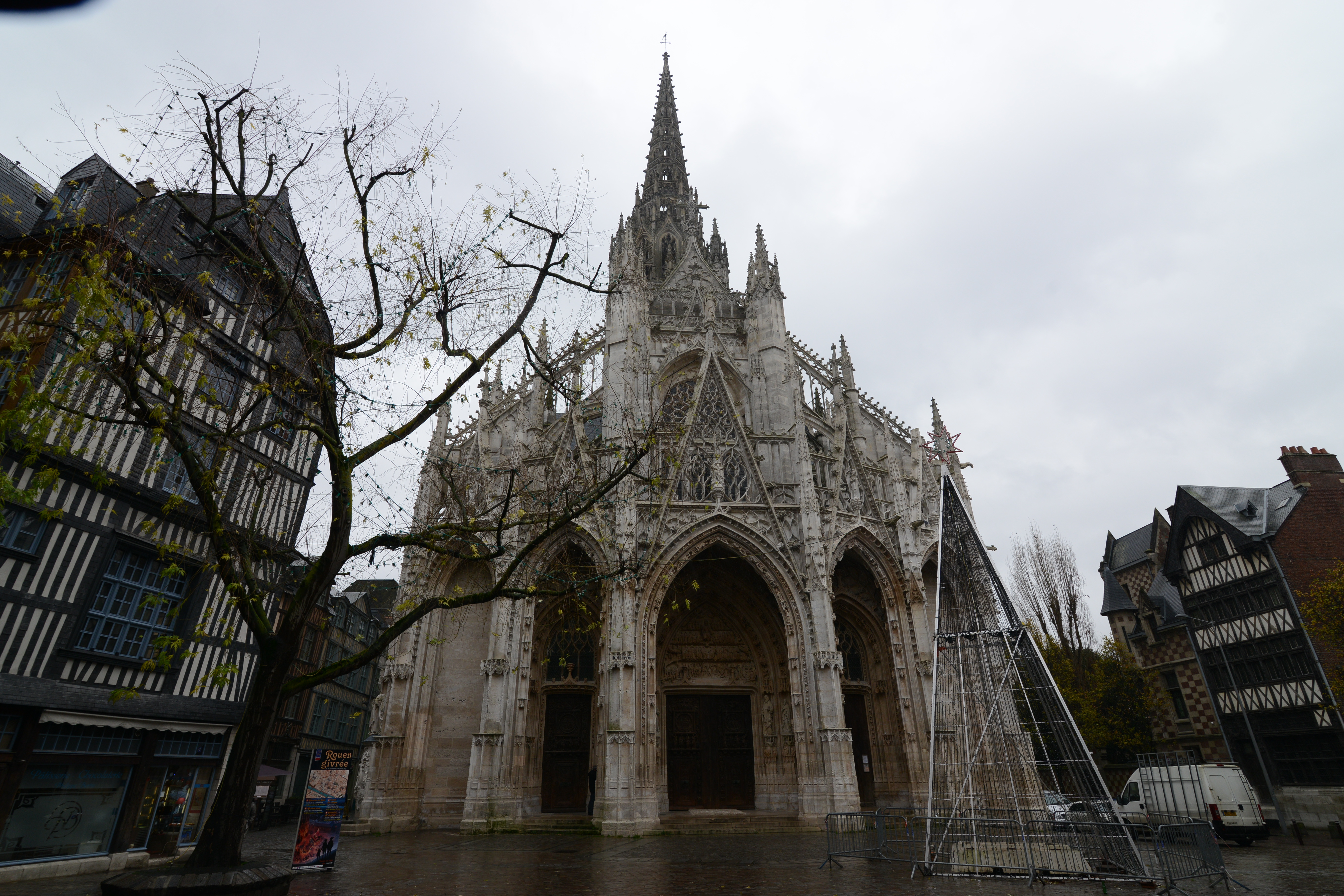
Iglesia de Saint-Maclou, Ruan

- La iglesia de Saint-Maclou pertenece también al estilo gótico flamígero. Muy cerca se encuentra el Atrio de Saint-Maclou de estilo gótico. Durante la Gran Peste fue utilizado como osario y actualmente aloja la Escuela de Bellas Artes.

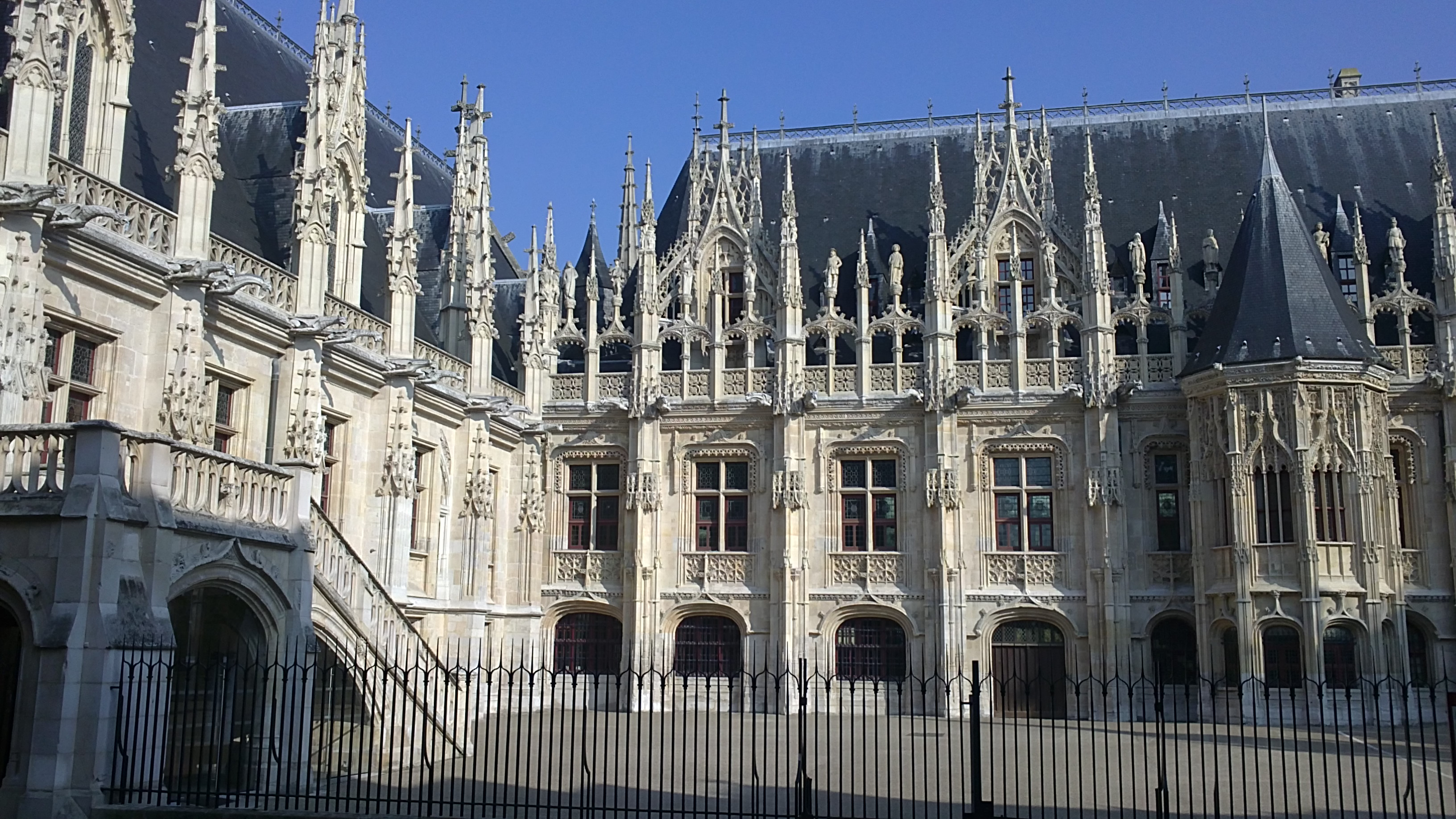
Palacio de justicia de Ruan

- El Palacio de Justicia es el edificio gótico no religioso más grande de Francia. Bajo él se ha encontrado el Monumento Judío más antiguo de Europa, la Casa Sublime.

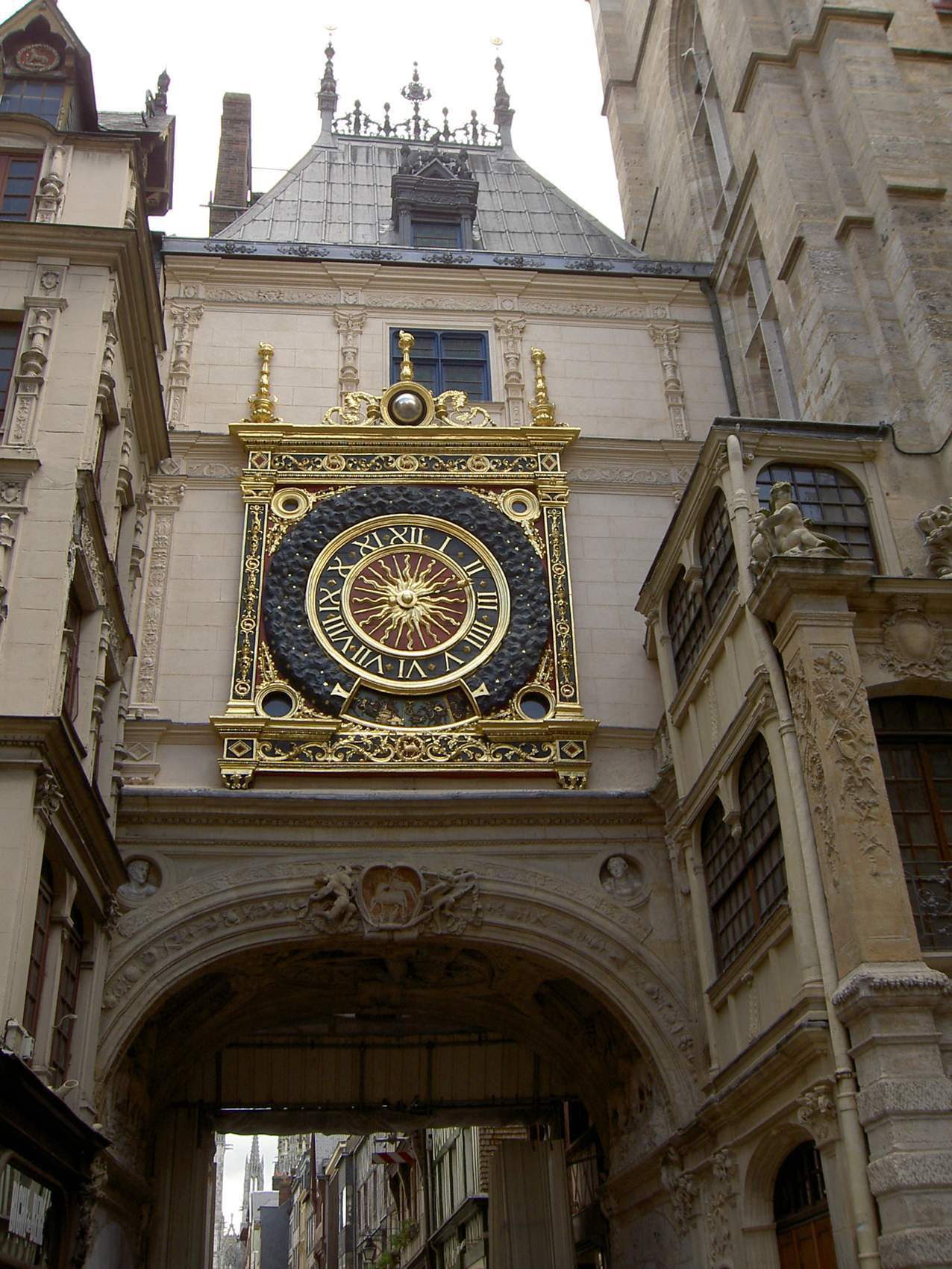
El Gros Horloge

- El Gros Horloge (Gran Reloj) es un reloj astronómico del siglo XIV, situado en una construcción sobre la rue du Gros Horloge y con un campanario. El reloj fue montado en 1389 y electrificado en 1928.

- La place du Vieux Marché (plaza del Viejo Mercado). El 30 de mayo de 1431 fue el escenario, en plena Guerra de los Cien Años, de la muerte de Juana de Arco en la hoguera. Una gran cruz se levanta en el lugar donde se ubicó la hoguera. En medio de la plaza, junto a la actual iglesia de Santa Juana de Arco, pueden apreciarse vestigios de la antigua iglesia de Saint-Vicent.[7]

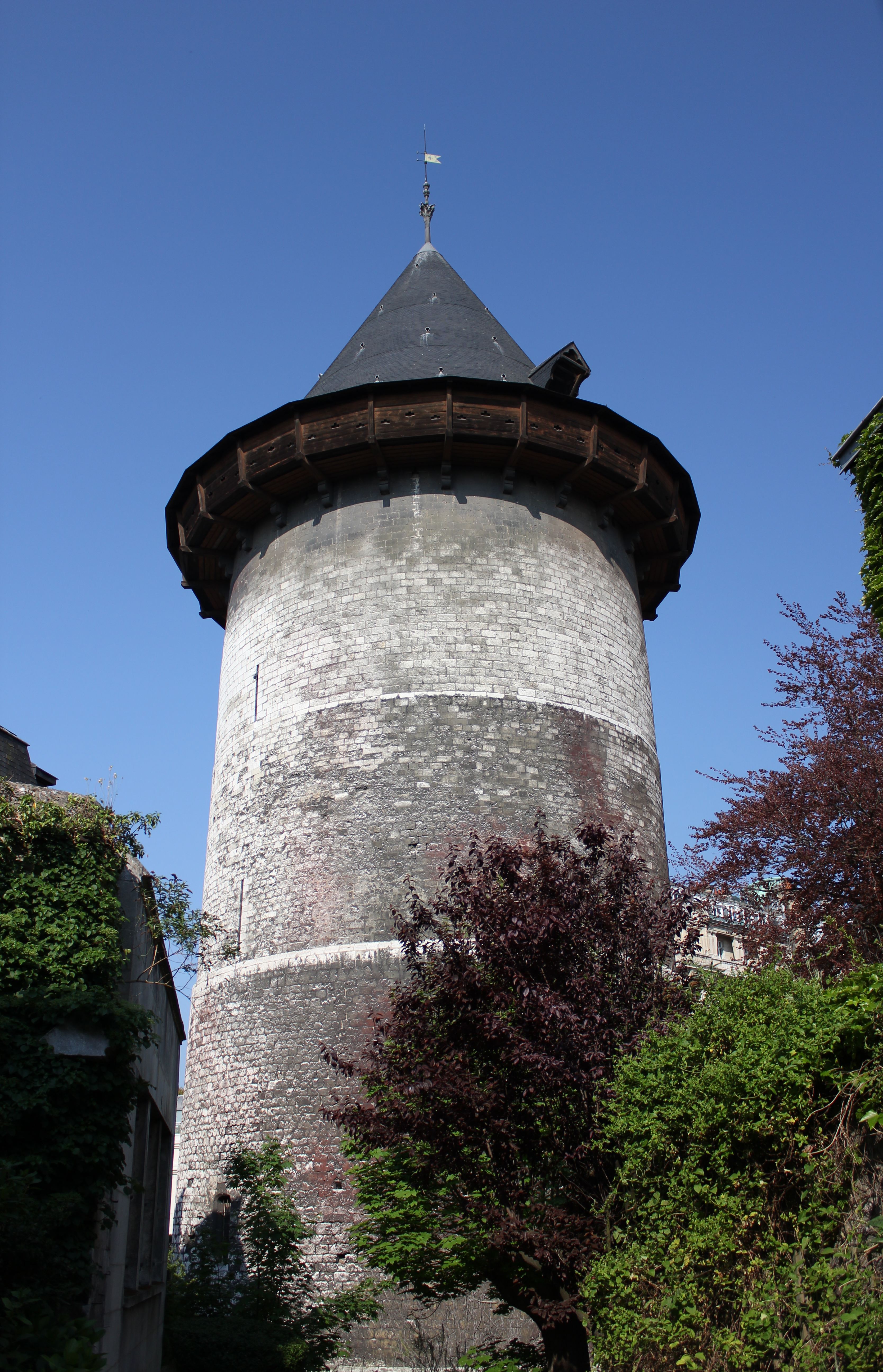
Torre Juana de Arco, torreón del castillo de Philippe Auguste

- El Donjon o Torre de Juana de Arco, formaba parte del castillo construido por Philippe Auguste en 1204. Fue en este castillo donde estuvo encerrada Juana de Arco y donde se desarrolló todo su procesamiento.

- La iglesia de Santa Juana de Arco, construida sobre el mismo lugar de su martirio. Esta iglesia moderna, edificada por Louis Arretche en 1979, tiene una doble vocación: es a la vez una iglesia para honrar a Santa Juana de Arco y un memorial civil para conmemorar a la heroína.

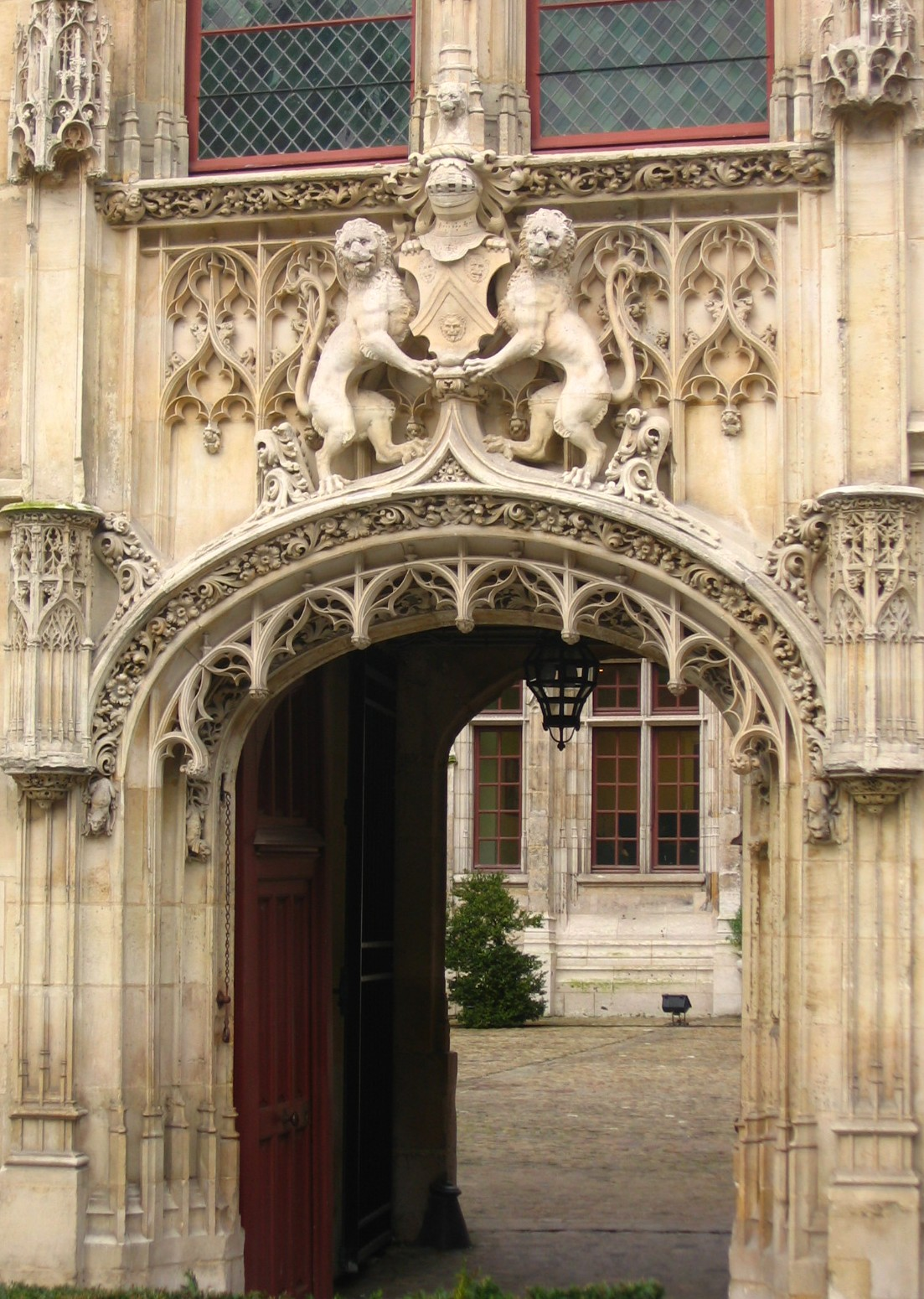
Entrada del Hôtel de Bourgtheroulde

- Hôtel de Bourgtheroulde es un magnífico hotel privado que presenta conjuntamente influencias del gótico flamígero y del renacimiento. Fue construido en la primera mitad del siglo XVI por Guillaume Le Roux, consejero del Échiquier y señor de Bourgtheroulde.

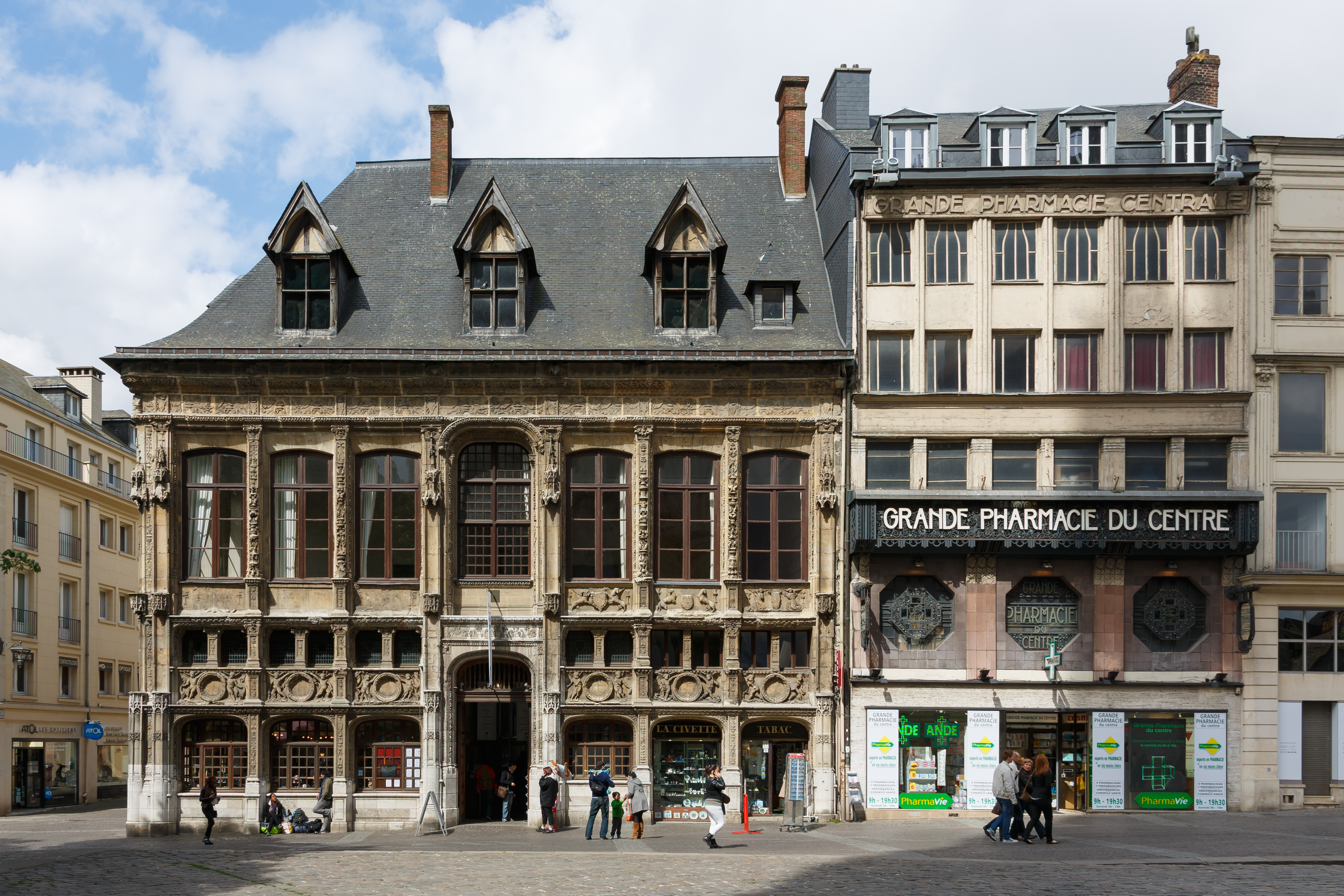
Oficina de Finanzas, 1510

- Bureau des Finances (La Oficina de Finanzas), construida entre 1509 y 1540 a petición del cardenal Georges d’Amboise es el monumento renacentista más antiguo de la ciudad. A diferencia de otros edificios de la ciudad no sufrió demasiados daños como consecuencia de los bombardeos que sufrió Ruan durante la Segunda Guerra Mundial. Desde 1959 es la sede de la Oficina de Turismo de la ciudad.

### Museos
- El Museo Le Secq des Tournelles que posee una colección de trabajos en hierro forjado única en el mundo, compuesta por cerraduras, herramientas, joyas, objetos de costura, etc. El museo está instalado en una antigua iglesia.
- El Museo de Bellas Artes reúne un conjunto excepcional de pinturas, dibujos y esculturas a las que hay que añadir muebles y otros objetos de arte. En su colección destacan obras de Caravaggio, Velázquez, Delacroix, Théodore Géricault, Amedeo Modigliani y también Claude Monet y Alfred Sisley.
- El Museo de Historia Natural
- El Museo de las Antigüedades dedicado a la arqueología galo-romana y merovingia, posee una colección de objetos de arte, vidrieras y elementos de la Edad Media y el Renacimiento, así como una colección de objetos egipcios y griegos.
- El Museo Nacional de la Educación muestra la historia del niño y de su educación desde el siglo XVI, ilustrándola a través de una selección de pinturas y grabados, cuadernos de alumnos, libros infantiles, mobiliario escolar y material pedagógico.
- El Museo Flaubert y de Historia de la Medicina es la habitación en la que nació Gustave Flaubert. En ella pueden encontrarse recuerdos del personaje, cerámicas farmacéuticas, instrumental quirúrgico, documentación sobre el nacimiento y la primera infancia, mobiliario de hospital, estatuas de santos sanadores. Posee también un jardín de plantas medicinales.
- El Historial Juana de Arco escenifica la vida de Juana de Arco y su paso por la ciudad de Ruan. Renovado en 2015 con las tecnologías más actuales, se trata, hoy en día, del lugar más grande dedicado a la memoria de este personaje histórico.
- El Museo Pierre Corneille, instalado en la casa natal del escritor. Contiene dibujos y grabados relativos a su vida y las primeras ediciones de sus obras.
- El Museo marítimo, fluvial y portuario, muestra la historia del puerto de Ruan, los oficios del puerto, los grandes veleros ruaneses, la marina mercante, la construcción naval, la caza de la ballena y las expediciones polares de Jean-Baptiste Charcot.
- El Museo de la Cerámica posee una importante colección de lozas y cerámicas, centrada principalmente sobre la evolución de la producción ruanesa y otros muchos ejemplos.

### Espacio cultural
- El Panorama XXL (creado en 2015), es un concepto cultural excepcional y único en Francia. Instalado en una cilindro gigante cerca de los diques del Sena, Panorama XXL expone pinturas de grandes dimensiones (32m de altura) realizadas por el artista alemán Yadegar Asisi que representan las vistas en 360 grados de una ciudad en una época determinada, de un evento histórico o de un paisaje natural.

## Puerto

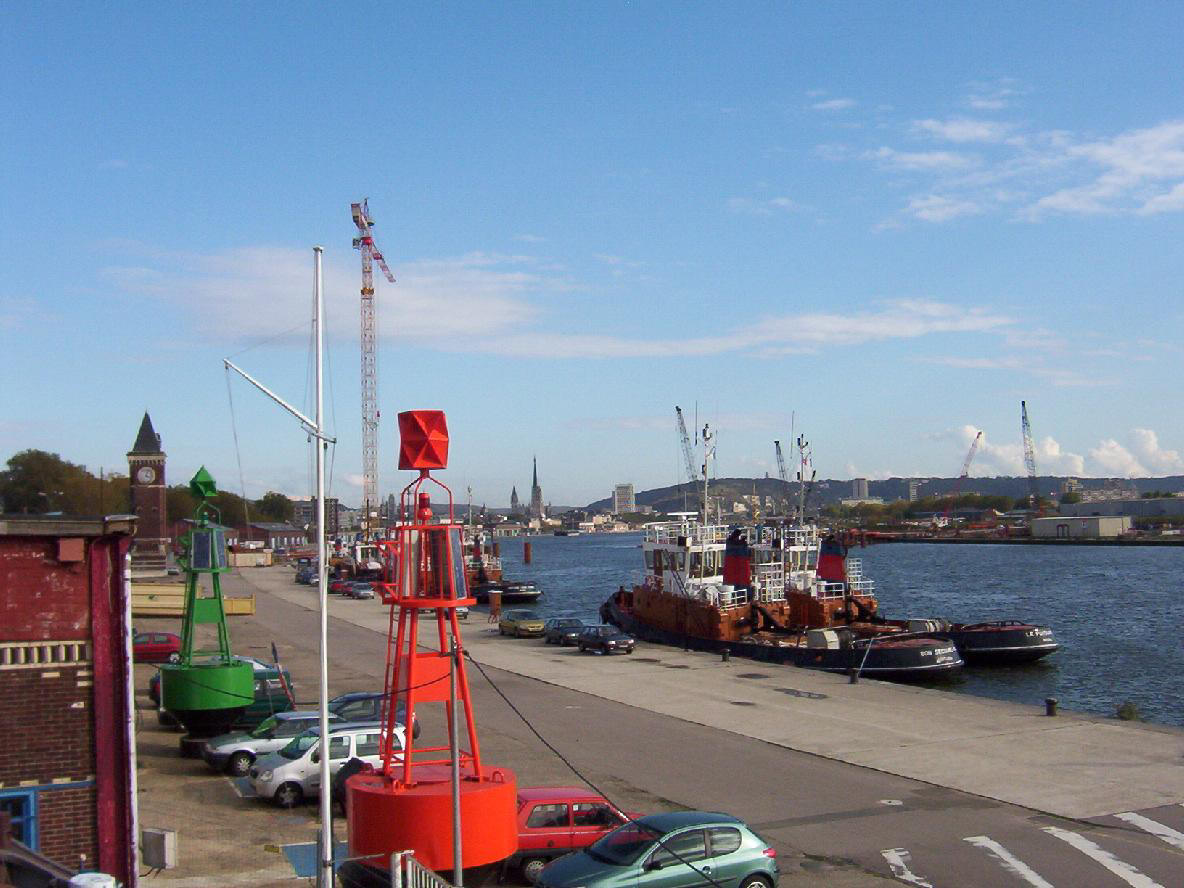
Vista parcial del puerto de Ruan.

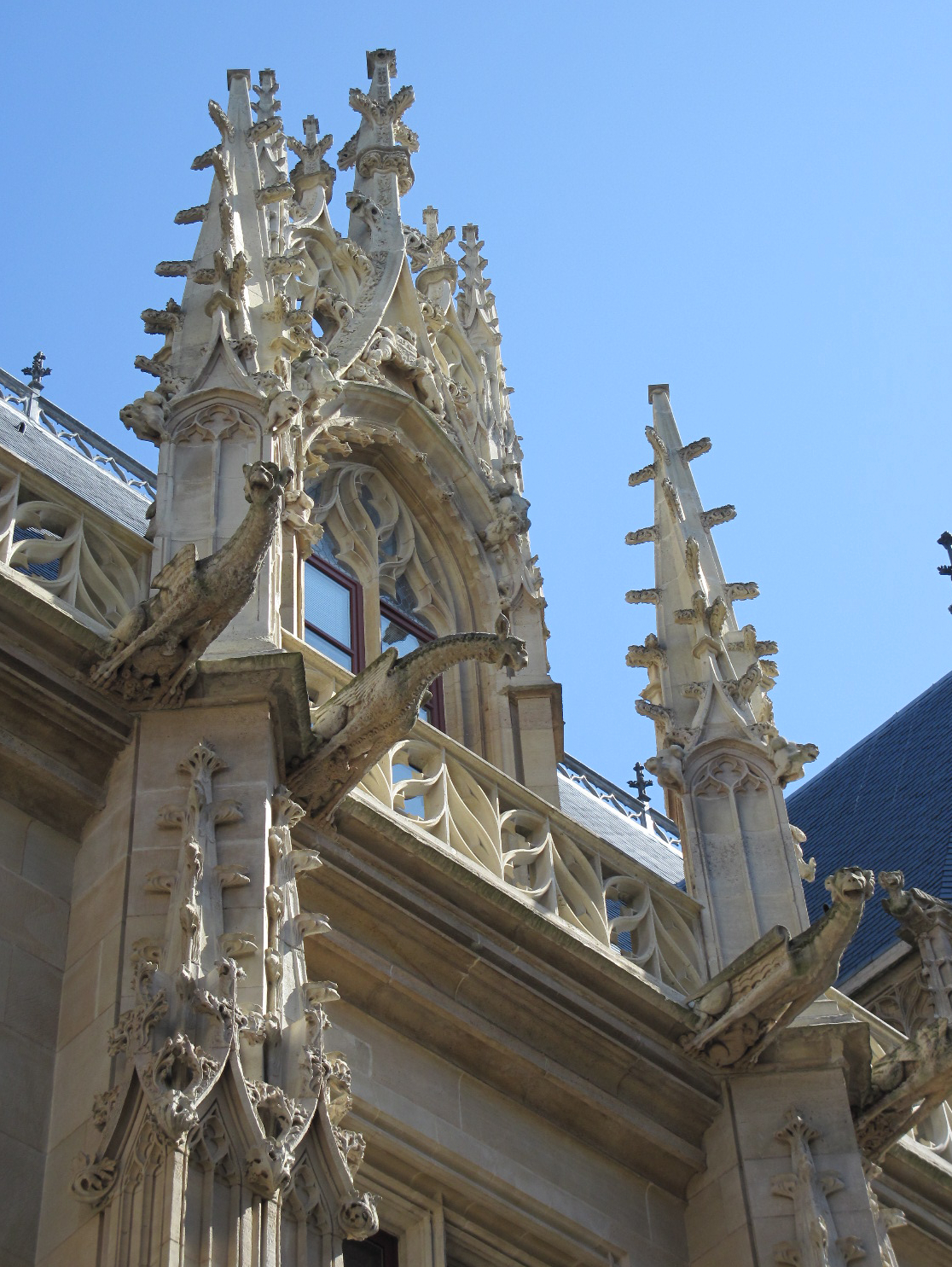
Detalle del palacio de justiciade Ruan

Desde la Edad Media e incluso antes, el puerto constituye una parte preponderante de la actividad de la ciudad por su situación estratégica entre París y el mar en una zona donde la acción de las mareas aún es perceptible.
Aunque el estuario del Sena se encuentra a 80 km en barco (6 horas de navegación), el puerto es al mismo tiempo fluvial y marítimo ya que es capaz de recibir navíos muy grandes (hasta 280 m de eslora y 150000 t), pues los puentes sobre el Sena tiene una altura hasta la superficie del agua de 50 m, y los dragados continuos permiten un calado de 10 m como mínimo.
Considerando todos los tonelajes, el de Ruan es el 28.º puerto europeo y el 5.º de Francia por detrás de los de Marsella (3.º europeo), Le Havre (5.º), Dunkerque (13.º), Saint-Nazaire (18.º); pero es el primer puerto en transporte de cereales, así como el 1.º francés en harina y les engrais. El tráfico de petroleros es mucho menor que el de Le Havre, pero no despreciable debido a la proximidad de la refinería de Petit-Couronne.
Por último, los mayores veleros del mundo se reúnen en Ruan cada cuatro o cinco años. Este evento fue bautizado en 1989 como Voiles de la liberté (Velas de la Libertad), Armada de la liberté (Armada de la Libertad) en 1994 y Armada du siècle (Armada del Siglo) en 1999. La última edición, Armada Rouen 2003 celebrada en julio de 2003 acogió a 50 navíos, 6000 marinos de veinte nacionalidades distintas, diez millones de visitantes y decenas de otros actos culturales y celebraciones paralelas.

### Los puentes
Los primeros puentes se remontan al siglo IX. Fueron reconstruidos varias veces, especialmente tras las demoliciones y los bombardeos durante la Segunda Guerra Mundial.
Todos los puentes entre Ruan y el mar (Puente de Normandía, puente de Tancarville y puente de Brotonne) pueden dejar pasar navíos de gran tonelaje. Sin embargo, los puentes de la ciudad impiden que los barcos puedan seguir remontando el Sena, aunque sí permiten el paso de barcos de cabotaje fluvial-marítimo que sirven a los puertos de Limay y de Gennevilliers.
Estos puentes son, recorriendo el Sena río arriba:
- Le Sixième Pont (El Sexto Puente). Se trata de puente levadizo, de hormigón y acero, cuya construcción se desarrolló entre 2004 y el 25 de septiembre de 2008. Su nombre es «Puente Gustave Flaubert».
- Puente Guillaume le Conquérant.
- Puente Jeanne d’Arc.
- Puente Boïeldieu.
- Puente Corneille.
- Puente Mathilde, que pasa sobre la Île Lacroix.

## Educación
- NEOMA Business School

## Cultura
- 8 teatros (capacidad: de 80 a 1200 localidades).
- 5 cines (35 salas).
- 1 parque de exposiciones
- 7 bibliotecas
- 1 sala de conciertos (Zénith de la Métropole Rouen Normandie )
- 1 jardín botánico que organiza numerosas exposiciones y conferencias.

## Deportes
Instalaciones deportivas:
- 6 estadios
- 15 gimnasios
- 4 piscinas
- 1 pista de patinaje

Número de licencias deportivas: 20000
Todos los 1.º de mayo la ciudad organiza un evento deportivo de interés internacional, Las 24 horas motonáuticas. En 2003, se celebró la 40.ª edición de esta carrera que puntuaba para el Campeonato del Mundo de Resistencia.
Entre los clubes deportivos de la ciudad, destaca el SPOR basket cuyos equipos seniors juegan a alto nivel (Pro B para el equipo masculino, N3 para el femenino). El equipo de béisbol (les Huskies - Rouen Baseball 76), fue campeón de Francia en 2003 y de Europa (grupo B). Ruan cuenta también con un equipo de hockey sobre hielo, uno de los mejores de Francia. En los últimos 15 años, les Dragons han sido 7 veces campeones de Francia y 1 vez campeones de Europa.
El club de fútbol local, FC Rouen, participa en la tercera división del fútbol francés, el Championnat National. Juega sus partidos de local en el Stade Robert Diochon, cuyo aforo es de 12.000 espectadores.

## Hermanamientos
- Hannover (Alemania)
- Norwich (Reino Unido)
- Ningbo (China)
- Salerno (Italia)